# وگا آلتا، پورتوریکو
وگا آلتا، پورتوریکو (به انگلیسی: Vega Alta, Puerto Rico) یک سکونتگاه مسکونی در ایالات متحده آمریکا است.

## خصوصیات
وگا آلتا ۷۱٫۸۷ کیلومترمربع مساحت و ۳۹٬۹۵۱ نفر جمعیت دارد.